# Paul Lohmann
Pour les articles homonymes, voir Lohmann.
Paul (Fritz) Lohmann est un directeur de la photographie américain, né le 5 février 1926 à New York (État de New York) et mort le 10 décembre 1995 à Los Angeles (Californie).

## Biographie
Au cinéma, Paul Lohmann est chef opérateur de vingt-quatre films américains, le premier étant Les Démons de la violence de Lee Madden (en) (1969, avec Jeremy Slate) ; le dernier sort en 1986.
Entretemps, mentionnons Nashville (1975, avec Ned Beatty et Lily Tomlin) et Buffalo Bill et les Indiens (1976, avec Paul Newman et Joel Grey), tous deux réalisés par Robert Altman, Le Grand Frisson de Mel Brooks (1977, avec le réalisateur et Cloris Leachman), C'était demain de Nicholas Meyer (1979, avec Malcolm McDowell et David Warner), ainsi que Maman très chère de Frank Perry (1981, avec Faye Dunaway et Diana Scarwid).
Actif également à la télévision américaine, Paul Lohmann est directeur de la photographie sur vingt-sept téléfilms diffusés entre 1974 et 1992, dont La Malédiction de la veuve noire de Dan Curtis (1977, avec Anthony Franciosa et Donna Mills) et Les Poupées de l'espoir de Daniel Petrie (1984, avec Jane Fonda et Geraldine Page).
S'ajoutent onze séries de 1970 à 1990, dont Masada (mini-série de Boris Sagal, 1981, avec Peter O'Toole et Peter Strauss) et Le Monde merveilleux de Disney (deux épisodes, 1987-1990). 

## Filmographie partielle

### Cinéma
- 1969 : Les Démons de la violence (Hell's Angels 69) de Lee Madden
- 1973 : Coffy, la panthère noire de Harlem (Coffy) de Jack Hill
- 1974 : Les Flambeurs (California Split) de Robert Altman
- 1975 : Nashville de Robert Altman
- 1976 : La Dernière Folie de Mel Brooks (Silent Movie) de Mel Brooks
- 1976 : Buffalo Bill et les Indiens (Buffalo Bill and the Indians) de Robert Altman
- 1977 : Le Grand Frisson (High Anxiety) de Mel Brooks
- 1977 : Le Bison blanc (The White Buffalo) de J. Lee Thompson
- 1978 : Un ennemi du peuple (An Enemy of the People) de George Schaefer
- 1979 : Meteor de Ronald Neame
- 1979 : C'était demain (Time After Time) de Nicholas Meyer
- 1979 : North Dallas Forty de Ted Kotcheff
- 1980 : L'Impossible Témoin (Hide in Plain Slight) de James Caan
- 1981 : Looker de Michael Crichton
- 1981 : Maman très chère (Mommie Dearest) de Frank Perry
- 1981 : Charlie Chan and the Curse of the Dragon Queen de Clive Donner
- 1982 : Espèce en voie de disparition (Endangered Species) d'Alan Rudolph

### Télévision

#### Séries télévisées
- 1981 : Masada, mini-série de Boris Sagal
- 1987-1990 : Le Monde merveilleux de Disney (The Wonderful World of Disney ou Disneyland)
  - Saison 31, épisode 20 Le Jeune Harry Houdini (Young Harry Houdini, 1987)
  - Épisode hors saison Donald, the Star-Struck Duck (1990)
- 2017 : Charité

#### Téléfilms
- 1974 : Le Cri du loup (Scream of the Wolf) de Dan Curtis
- 1974 : The Great Ice Rip-Off de Dan Curtis
- 1975 : La Poupée de la terreur (Trilogy of Terror) de Dan Curtis
- 1975 : The Kansas City Massacre de Dan Curtis
- 1977 : La Malédiction de la veuve noire (Curse of the Black Widow) de Dan Curtis
- 1979 : Victime (Mrs. R's Daughter) de Dan Curtis
- 1984 : Les Poupées de l'espoir (The Dollmaker) de Daniel Petrie
- 1990 : Johnny Ryan de Robert L. Collins